# Виленка (Красноярский край)
Виленка — деревня в Балахтинском районе Красноярского края России. Входит с состав Большесырского сельсовета.

## География
Деревня расположена на расстоянии 30 км к северу от посёлка городского типа Балахта, административного центра района.

## Население
| 1989 | 2002 | 2010 |
| ---- | ---- | ---- |
| 113  | ↘91  | ↘32  |

### Гендерный состав
По данным Всероссийской переписи населения 2010 года, в деревне проживало 32 человека (15 мужчин и 17 женщин).

## Известные жители
- Юдин, Алексей Фомич (1925—1986) — советский деятель сельского хозяйства, Герой Социалистического Труда.
- Яновский, Иван Иванович (1919—2006) — советский военный лётчик, полковник, Герой Советского Союза.